# 马来西亚团结大会
马来西亚团结大会（英語：Malaysian Solidarity Council，縮寫MSC），又称馬來西亞人民團結總機構，簡稱團總，是曾經存在於1965年5月至8月的一個馬來西亞跨黨派政治組織。
1965年5月9日，人民行动党在吉隆坡召开「马来西亚团结大会」，在会上成立了这组织。团总成员除了新加坡人民行动党，还有马来半岛及各地的民主联合党、人民进步党、砂拉越人民聯合黨及马华达党等非马来人政党或组织。团总以“建立一个马来西亚人的马来西亚，而非马来人的马来西亚”为口号，号召马来西亚联邦内的各界人士广泛参与。
出席“马来西亚团结总机构”代表大会的各党代表：杨国斯（砂人联党）、布马（马华达党）、杜进才博士（人民行动党）、林苍祐（民主联合党）、D. R.辛尼华沙甘（人民进步党）、林思明（人民行动党）、奥斯曼渥（人民行动党）、梁浩然（砂马华达党）、李炯才（人民行动党）、民联党代表、马力干沙礼（砂人联党）、阿都华合（民联）、巴克（人民行动党）及王邦文（人民行动党）。  
团总的成立颠覆了联邦政府对于马来人在人口总数上占据优势的信心。一旦团总将所有的非马来人团结在一起的话，当前由马来人组成的联邦政府将面临极大的挑战，马来人的特权或许将不复存在。联邦政府感觉到它的权威受到了严重挑战，立即抨击和警告新加坡政府不得干预联邦政府的事物，更不能试图篡夺马来人对于马来西亚的领导权。
在马来人激进的政治压力下，马来民族统一机构领导人认为只有让新加坡退出联邦，才能从根本上解决这一矛盾。终于，在1965年8月9日，新加坡政府被逐出马来西亚联邦。